# Elma van Haren
Eleonora Maria (Elma) van Haren (Roosendaal, 29 augustus 1954) is een Nederlandse dichteres.
Ze studeerde aan de kunstacademie te 's-Hertogenbosch. In 1988 verscheen haar debuutbundel De reis naar het welkom geheten, waarvoor ze de C. Buddingh'-prijs ontving op Poetry International in Rotterdam. Het was de eerste keer dat deze prijs werd uitgereikt.
In 1997 kreeg ze de Jan Campert-prijs voor de bundel Grondstewardess. Sinds de dichtbundel De wiedeweerga (1998) schrijft ze ook voor kinderen. Sinds 2003 is ze jurylid van de P.C. Hooft-prijs. Ze is redacteur van het Vlaamse literaire tijdschrift DW B.
Haar werk wordt uitgegeven door uitgeverij De Harmonie.

## Werk
- 1988 - De reis naar het welkom geheten
- 1989 - De wankel
- 1991 - Het schuinvallend oog
- 1995 - Al in het koren verloren (toneel)
- 1996 - Grondstewardess
- 1998 - De wiedeweerga (poëzie voor kinderen)
- 2000 - Eskimoteren
- 2000 - Verten van papier
- 2003 - Het Krakkemik (poëzie voor kinderen)
- 2006 - Zacht gat in broekzak
- 2009 - Flitsleemte
- 2011 - Likmevestje (poëzie voor kinderen)
- 2012 - Walsen (verhalenbundel)
- 2017 - Mevrouw OVO (roman)
- 2018 - Zuurstofconfetti